# فاکتور رشد تغییردهنده
فاکتور رشد تغییردهنده (انگلیسی: Transforming growth factor) یا فاکتور رشد تراریختی یک خانوادهٔ بزرگ پروتئینی، مشتمل بر دو زیرگروه بزرگ و مهم از فاکتورهای رشد چند پپتیدی به نام‌های TGF-α و TGFβ است.
عبارت «تغییردهنده» (Transforming) در عنوانِ این گروه از پروتئین‌ها، به چند دلیل، غلط‌انداز و من‌درآوردی است: (۱) در زیرگروه یادشدهٔ فوق، از لحاظ ساختاری و ژنتیکی مرتبط نیستند (۲) مکانیسم‌های عمل آنها از طریق گیرنده‌های متفاوتی انجام می‌شود. (۳) لزوماً همیشه، موجب «تغییر» در سلول نمی‌شوند (۴) تنها فاکتورهای رشدی نیستند که می‌توانند سبب ایجاد «تغییر» در سلول شوند.

## انواع
- TGF-α: در برخی از انواع سرطان افزایش می‌یابد. این پروتئین توسط ماکروفاژها، سلول‌های مغزی و کراتینوسیت ترشح شده و موجب تکامل بافت پوششی می‌گردد.
- TGFβ: خود به سه گروهٔ مختلف تقسیم می‌شود و نقش مهمی در بازسازی سلولی، تمایز یاخته و رویان‌زایی ایفا می‌کنند. این پروتئین‌ها در برخی از انواع سرطان‌ها و همچنین نشانگان مارفان افزایش می‌یابد.[۴][۵]